# Ordem do Mérito Agrícola
A Ordem do Mérito Agrícola é uma ordem honorária francesa instituída em 7 de julho de 1883 pelo Ministro da Agricultura, Jules Méline, para recompensar os serviços prestados à agricultura.

## Conselho da ordem
É estabelecido com o Ministro da Agricultura um conselho da ordem do Mérito Agrícola, cujos membros são por direito o comandante do Mérito Agrícola, e é composto da seguinte forma:
- Ministro da Agricultura, presidente.
- Membro do Conselho da Ordem da Legião de Honra nomeado pelo Ministro da Agricultura sob proposta do Grande Chanceler da Legião de Honra, vice-presidente.
- O diretor do gabinete do Ministro da Agricultura. Cinco diretores gerais ou diretores do Ministério da Agricultura nomeados por decreto do Ministro da Agricultura.
- Oito personalidades escolhidas entre as principais figuras do mundo agrícola com o posto de Comandante do Mérito Agrícola, nomeado por decreto do Ministro da Agricultura por um período renovável de três anos.

O chefe do gabinete do ministro da Agricultura assegura o secretariado do conselho da ordem.
Existe uma Associação de Membros da Ordem do Mérito Agrícola (AMOMA) criada em 1992 com sede no Ministério da Agricultura; seções departamentais cobrem todo o território nacional.

## Classificação da ordem
A classificação (nomeação ou promoção efetiva) na ordem do Mérito Agrícola ocorre assim que o decreto é assinado pelo Ministro da Agricultura, diferentemente das duas ordens nacionais da Legião de Honra e Mérito, para o qual isso ocorre somente no dia da apresentação dos crachás.

## Cotas
O Decreto nº 2019-35, de 21 de janeiro de 2019, fixa o número total de crachás concedidos anualmente para 1.530, reduzindo em 50% o número de decorações adotadas anteriormente pelo Decreto nº 2013-555, de 26 de junho de 2013, a saber:
- 1.200 cavaleiros;
- 300 oficiais;
- 30 comendadores.

Os crachás concedidos a estrangeiros estão fora da cota.

## Condições de premiação
As condições de alocação, definidas pelo decreto nº 59-729, de 15 de junho de 1959, afirmam que "esta ordem visa recompensar mulheres e homens que prestaram excelentes serviços à agricultura.
Para ser admitido na ordem, é preciso gozar de seus direitos civis e justificar dez anos de serviços reais prestados à agricultura:
- seja nas atividades mencionadas no artigo L.311-1 do código de pesca rural e marítima ou nos serviços, indústrias e outras atividades correlatas, em particular no setor agroalimentar, gastronomia ou setor florestal madeira;
- seja no serviço público;
- seja por trabalhos científicos, publicações agrícolas ou qualquer atividade destacando o mundo agrícola.

As nomeações e promoções ocorrem todos os anos em janeiro e julho.
Para ser promovido a oficial, você deve estar pelo menos 5 anos no posto de cavaleiro e pelo menos cinco anos no posto de oficial a ser promovido a comandante.
No entanto, podem ser feitas exceções às condições de idade e tempo de serviço em favor de candidatos que demonstrem qualificações excepcionais.
Os comandantes e oficiais da Legião de Honra podem ser promovidos diretamente para o mesmo posto na Ordem do Mérito Agrícola.

## Insígnias
A insígnia representa uma estrela esmaltada em branco pendurada em uma fita, a maior parte verde, o que lhe valeu o apelido de poireau (alho). A expressão "avoir le poireau (com alho-poró)" se refere à cor da fita.
Estas decorações oficiais são gravadas e atingidas em particular pela Monnaie de Paris.
| Período        | Cavaleiro | Oficial | Comendador |
| Antes de 1999  |           |         |            |
| Depois de 1999 |           |         |            |
| -------------- | --------- | ------- | ---------- |

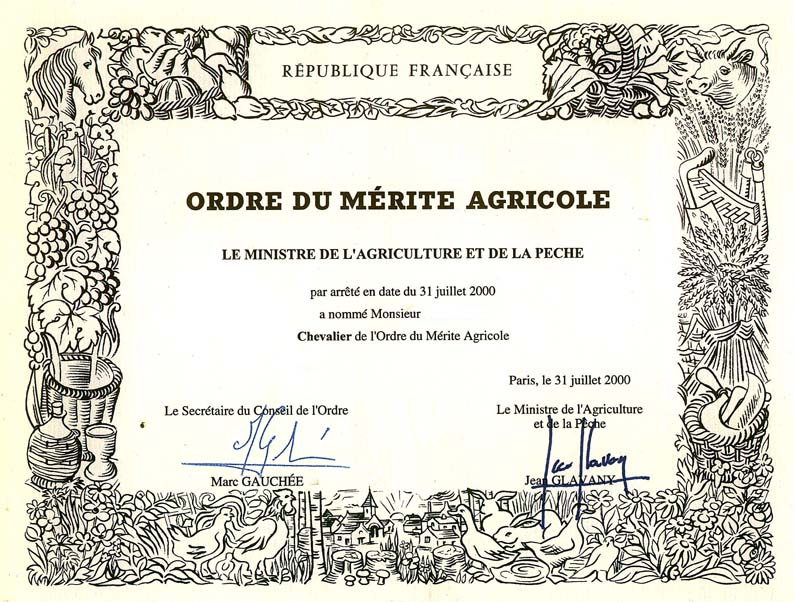
Diploma de Mérito Agrícola (em 2000)
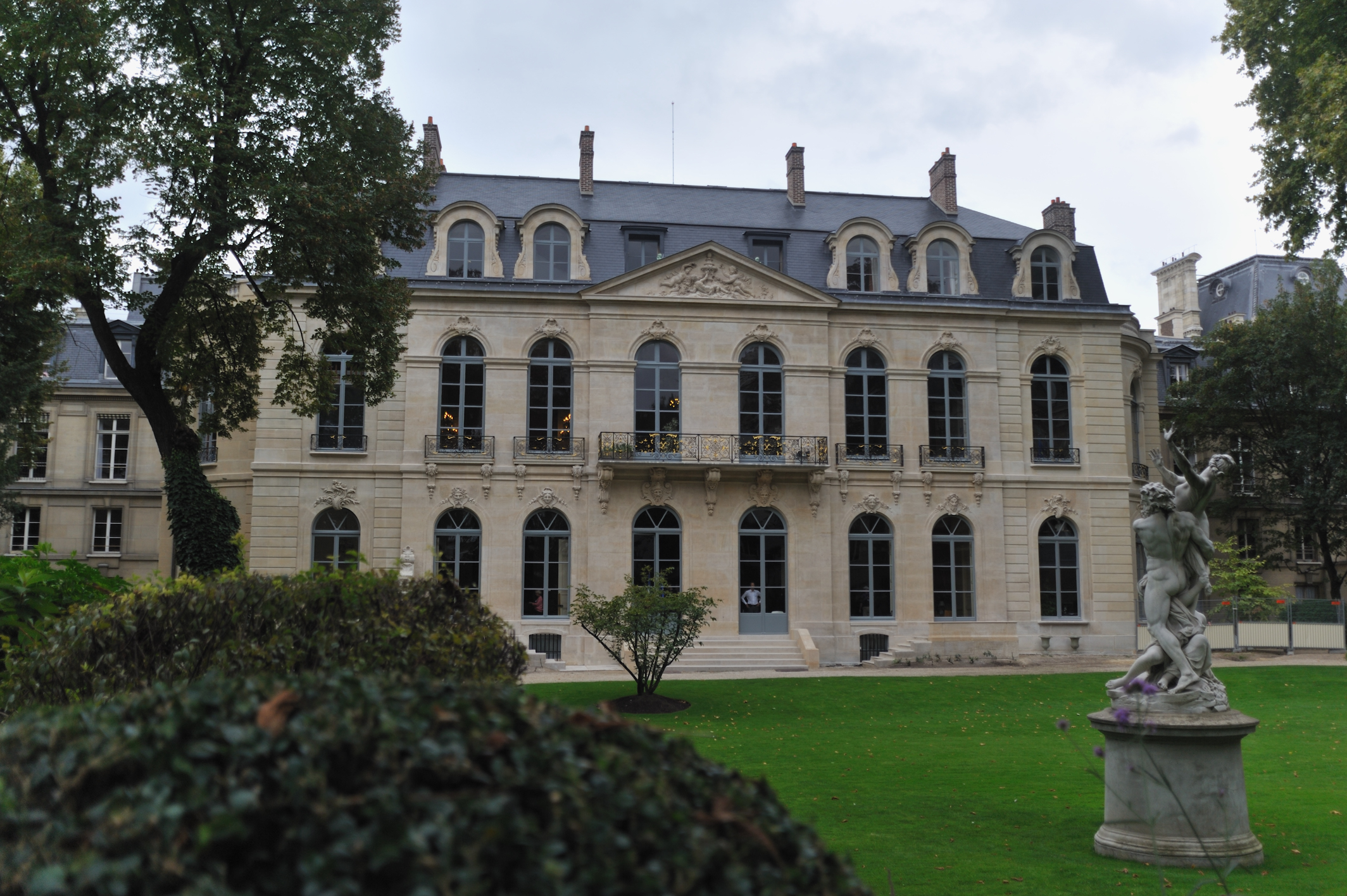
Ministério da Agricultura em Paris, em 2011

## Personalidades decoradas
Entre os destinatários, alguns pesquisadores devem ser destacados, como:
- Michel Boulangé;
- Gustave Cordon;
- Cora Millet-Robinet, primeira mulher nomeada Cavaleira da Ordem do Mérito Agrícola, inovadora (Inventor), produtora de seda, autora;
- Louis Pasteur;
- Pierre Le Roux;
- Philippe Thomas;
- Jean-Didier Vincent;

ou alguns artistas da "Terra", como:
- Pierre Bellemare;
- Jean Carmet;
- Jean-Pierre Coffe;
- Catherine Deneuve;
- Karine Le Marchand;
- Isabelle Mergault;
- Paul Morand;
- Roger Peyrefitte;
- Bernard Pivot;
- Jean Rochefort;
- Michel Rodde;
- Michel Serrault;

ou figuras políticas e religiosas, como:
- Bernard-Nicolas Aubertin, Arcebispo de Tours, anteriormente bispo de Chartres, que reviveu o cultivo da videira e a comercialização do vinho da Abadia de Lérins quando ele foi abade de 1989 a 1998;
- Paul Cunisset-Carnot, advogado, político, escritor e soldado;
- Jules Méline, Ministro da Agricultura, primeiro membro da ordem;
- Louis Pradel, prefeito de Lyon;

Entre as personalidades estrangeiras:
- O príncipe Charles de Gales foi promovido ao posto de comandante da Ordem do Mérito Agrícola em 16 de março de 2017 para recompensar seu "papel pioneiro na promoção da agroecologia e por seu grande interesse na questão de solo para segurança alimentar e clima[5].